# Google I/O
O Google I/O é uma conferência de programadores que é organizada anualmente pela Google em São Francisco, Califórnia, Estados Unidos. O objetivo dessa conferência é orientar os programadores a melhorar seus programas com técnicas que a Google demonstra. Nessa conferência, a Google também anuncia novos produtos e novas versões do sistema operacional Android.
A conferência na maior parte do tempo fala mais de sistema operacional, principalmente do Android. A primeira conferência do Google I/O foi organizada em 2008.

## Primeira conferência

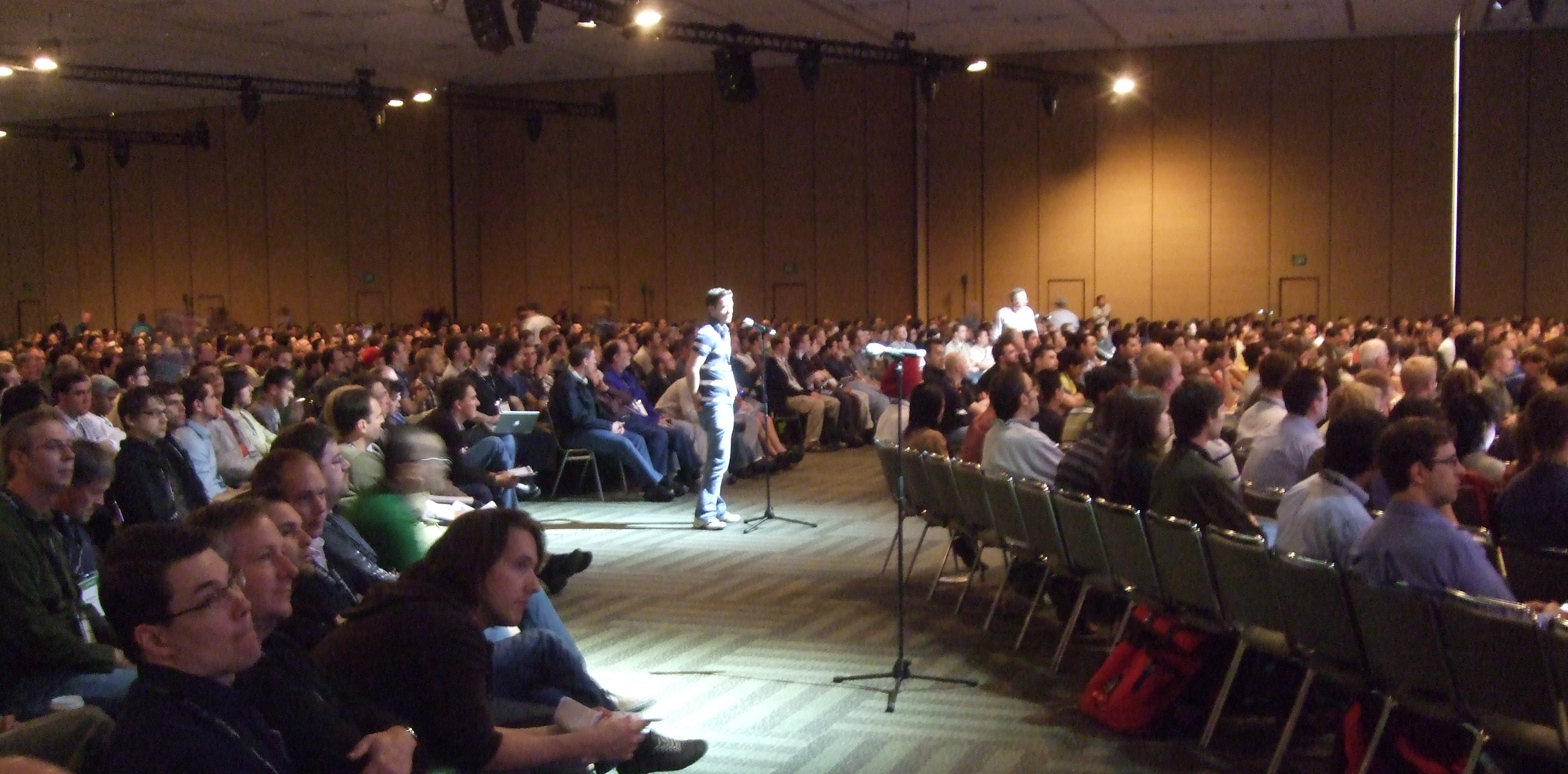
Primeira edição do Google I/O em 2008.

Os temas principais foram OpenSocial; App Engine; Android e Bionic libc; Google Maps API; e Google Web Toolkit.

## Edição de 2016
A conferência Google I/O de 2016 foi realizada de 18 a 20 de maio, em Mountain View, sendo a décima edição.